# Moyshe-Leyb Halpern

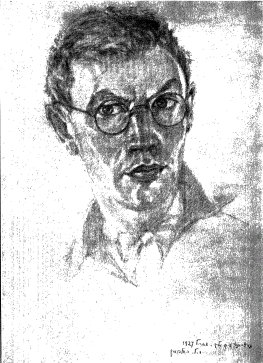
Moyshe-Leyb Halpern: Selbstporträt von 1927

Moyshe-Leyb Halpern (geboren 2. Januar 1886 in Solotschiw, Österreich-Ungarn; gestorben 31. August 1932 in New York City) war ein jiddischsprachiger Dichter der Moderne. M.L. Halpern gilt als einer der herausragendsten und begabtesten jiddischen Dichter. Seine Arbeit hatte einen tiefgreifenden Einfluss auf die Entwicklung der jiddischen Poesie.

## Leben
Geboren und aufgewachsen in einem traditionellen jüdischen Elternhaus in Solotschiw, Galizien, kam er im Alter von 12 Jahren nach Wien, um einen kunsthandwerklichen Beruf zu erlernen. Hier begann er auf Deutsch moderne Gedichte zu schreiben. Nach seiner Rückkehr in seinen Heimatort im Jahre 1907 wechselte er in seiner Dichtung ins Jiddische.
Um dem Militärdienst zu entgehen, emigrierte Halpern 1908 nach New York, wo er der Gruppe Di Yunge (די יונגע - Die Jungen), einer Vereinigung junger jiddischsprachiger Dichter- und Schriftstelleremigranten, angehörte. Diese Gruppe befand sich in Opposition zu der pathetischen und klassenkämpferischen Rhetorik der sogenannten Sweatshop Poets (etwa: Fabrikhöllen-Dichter). Nach Veröffentlichungen in Zeitschriften und Anthologien brachte Halpern seinen ersten Gedichtband  In nyu york (In New York) im Jahre 1919 heraus. Im selben Jahr heiratete Halpern. Sein Sohn wurde 1923 geboren. Ein weiterer Gedichtband, Di goldene pave (Der goldene Pfau), kam 1924 heraus. Neben seinem dichterischen Werk schrieb Halpern für satirische Zeitschriften und die Frayhayt, eine kommunistische jiddische Tageszeitung. Er starb an einem Herzinfarkt im Jahre 1932 in New York. Ein Großteil seiner unveröffentlichten Gedichte sowie einige Zeichnungen aus seinem Nachlass wurden in einer zweibändigen Ausgabe 1932 von Eliezer Greenberg herausgegeben (siehe Weblinks).

## Bibliografie
- Moyshe-Leyb Halpern: In Nyu-York. Gedichtband, New York, 1919.
- Moyshe-Leyb Halpern: Di Goldene Pave. Gedichtband, New York, 1924.
- Greenberg, Eliezer (Hg.): Moyshe-Leyb Halpern, 2 volumes. New York: Moyshe-Leyb Halpern Committee, 1934